# Diacilglicerol cinasa tipo 5
Las diacilglicerol cinasas tipo 5 (EC 2.7.1.107) son enzimas que catalizan la conversión de diacilglicerol (DAG) a ácido fosfatídico (PA) utilizando ATP como fuente de fosfato.
1,2-diacilglicerol + ATP {\displaystyle \rightleftharpoons } 1,2-diacilglicerol-3-fosfato + ADP
El gen de las diacilglicerol cinasas tipo 5 presentes en el ser humano es el HGNC DGKQ . Este tipo de diacilglicerol cinasas se caracteriza por la presencia de un tercer dominio rico en cisteína, un dominio homólogo a la pleckstrina y una región rica en prolina.

## DGKQ

### Función
La diacilglicerol cinasa theta (DGKQ) fosforila diacilglicerol para generar ácido fosfatídico. Puede que regule la actividad de la proteína cinasa C controlando el equilibrio entre los lípidos señalizadores diacilglicerol y ácido fosfatídico. Es activada en el núcleo en respuesta a la alfa-trombina y al factor de crecimiento nervioso. Puede que participe en la activación inducida por cAMP de la NR5A1 y la consecuente transcripción esteroidogénica proporcionando ácido fosfatídico como ligando de la NR5A1. Actúa de forma sinérgica con la NR5A1 en la actividad transcripcional de la CYP17.

### Regulación
La DGKQ es inactivada por la unión a RHOA. No es inhibida por la fosfatidilserina.

### Estructura
Interacciona con RHOA produciendo la inhibición de la DGKQ. Interacciona con la proteína cinasa C tipo epsilon (PRKCE) y tipo eta (PRKCH). Interacciona con PLCB1. Interacciona con NR5A1; esta interacción requiere dos motivos L-X-X-L-L en la DGKQ.

### Localización celular
Se translocaliza al núcleo en respuesta a la estimulación por trombina. Se translocaliza a la membrana plasmática en respuesta a la estimulación del receptor de la hormona esteroide. La translocalización a la membrana plasmática es dependiente a la estimulación del receptor acoplado a la proteína G y la consecuente activación de PRKCE y PRKCH.